# Jacques Brault
Jacques Brault (ur. 29 marca 1933 w Montrealu, zm. 20 października 2022) – kanadyjski poeta i pisarz francuskojęzyczny.
Kształcił się w Collège Sainte-Marie, później na Uniwersytecie Montrealskim i na Sorbonie, w 1960 został profesorem Uniwersytetu Montrealskiego. Pisał dla wielu magazynów, m.in. „Liberté”. Tworzył lirykę refleksyjno-filozoficzną obejmującą poematy oraz formy nawiązujące do elegii, pieśni i ballady. Opublikował zbiory wierszy Pamięć (1965, z poematem tytułowym Suite fraternelle) i Poésie ce matin (1971) (polskie przekłady obu tych zbiorów ukazały się w Antologii poezji Quebeku z 1985), poza tym Poèmes de quatre côtés (1975), L’en dessous l’admirable (1975), Trois fois passera (1981) i Moments fragiles (1984). Jest również autorem sztuki Trois partitions (1972) i esejów o poezji europejskiej i frankokanadyjskiej (wydanych w zbiorach Alain Grandbois z 1968 Chemin faisant z 1975).